# Радищев, Афанасий Александрович
Афана́сий Алекса́ндрович Ради́щев (3 [14] сентября 1796, Илимск, Иркутская губерния — 26 октября [7 ноября] 1881, Верхнее Аблязово, Саратовская губерния) — русский чиновник и военный из рода Радищевых: генерал-майор, подольский, витебский и ковенский губернатор. Младший сын писателя Александра Радищева.

## Биография

### Происхождение и ранние годы
Афанасий Александрович Радищев родился 3 (14) сентября 1796 года в заштатном городе Илимске Иркутской губернии, где с 4 (15) января 1792 года проживал его отец Александр Николаевич Радищев, отбывающий десятилетнюю ссылку за написанный им роман «Путешествие из Петербурга в Москву».
Александр Радищев впервые женился в 1775 году на Анне Васильевне Рубановской, приходившейся племянницей его товарищу по обучению в Лейпциге Андрею Кирилловичу Рубановскому и дочерью чиновнику Главной дворцовой канцелярии Василию Кирилловичу Рубановскому. В этом браке родилось четверо детей (не считая двух дочерей, умерших в младенчестве): Василий, Николай, Екатерина и Павел. Первая жена Александра Радищева умерла при рождении сына Павла в 1783 году.
После высылки писателя, к нему в Илимск, вместе с его двумя младшими детьми (Екатериной и Павлом) приехала младшая сестра его первой жены Елизавета Васильевна Рубановская (1757—97). В ссылке они вскоре начали жить как муж и жена. Сын писателя Павел Александрович Радищев позже писал, что они были обвенчаны, однако В. П. Семенников и П. Н. Берков оспаривали это утверждение, считая что «никакой священник не рискнул бы обвенчать их», так как подобный брак приравнивался к кровосмешению. У Александра Николаевича и Елизаветы Васильевны родилось трое детей: дочери Анна и Фёкла и младший сын — Афанасий, названный в честь дедушки писателя — Афанасия Прокофьевича Радищева. Статус этих детей Александра Радищева оставался юридически неполноценным. По воспоминаниям Павла Радищева их отказался признать даже отец писателя Николай Афанасьевич, заявивший сыну: «Или ты татарин, чтоб жениться на свояченице? Женись ты на крепостной девке, я б её принял, как свою дочь».
Вскоре, после смерти Екатерины II и восшествия на престол Павла I, в 1797 году отцу Афанасия Радищева было разрешено вернуться из ссылки и поселиться в отцовском имении в селе Немцово Калужской губернии. По дороге из ссылки в апреле 1797 года простудилась и умерла в Тобольске мать Афанасия Радищева — Елизавета Васильевна.
После воцарения Александра I отец Афанасия Радищева получил полную свободу, а в 1801 году переехал в Санкт-Петербург, где был привлечён к составлению законов, но уже спустя год погиб при не до конца ясных обстоятельствах. После смерти писателя его дети от второго брака были по ходатайству графа А. Р. Воронцова и Г. И. Ржевской приняты в закрытые учебные заведения «с фамилиею Радищевых».

### Служба
Вступил в службу офицером 10 февраля 1814 года. С 1827 года служил в Корпусе жандармов, в 1829 году был переведён в жандармский полуэскадрон, а в 1835 году назначен полицмейстером Петербурга. В 1838 году был назначен председателем Петербургской управы благочиния, а с 1839 года находился при Киевском военном губернаторе от Корпуса жандармов.
3 [15] мая 1842 года был назначен исправляющим должность военного губернатора города Каменец-Подольского и Подольского гражданского губернатора. 23 сентября (5 октября) — 24 сентября (6 октября) 1842 года принимал в Каменец-Подольском императора Николая I. В Каменец-Подольском Афанасий Александрович прослужил четыре с половиной года, не будучи утверждённым в должности. В 1842 году был награждён землёй по чину, а в 1843 году произведен в генерал-майоры.
16 [28] октября 1846 года Афанасий Александрович, с разрешения начальства, отправился в 28-дневный отпуск, а в первый день после его окончания, 14 [26] ноября, был уволен от должности, согласно прошению, с причислением к Министерству внутренних дел.
14 [26] июня 1847 год Афанасий Александрович Радищев был назначен витебским губернатором, а 17 [29] марта 1848 год — переведён на должность ковенского губернатора, которую занимал до 3 [15] апреля 1851 год. По свидетельству генерал-адъютанта И. С. Фролова, однажды император Николай I собрал сведения через III отделение, кто из губернаторов не берёт взятки. Оказалось, что таких только двое — ковенский губернатор Афанасий Радищев и киевский губернатор Иван Иванович Фундуклей. Царь оставил эту информацию без последствий и прокомментировал её следующим образом:

Что не берет взяток Фундуклей — это понятно, потому что он очень богат, ну а если не берет их Радищев, значит он чересчур уж честен

В дальнейшем некоторое время состоял причисленным к МВД.

### В отставке
Выйдя в отставку поселился в своём имении при селе Верхнем Аблязове Кузнецкого уезда Саратовской губернии. Умер 26 октября [7 ноября] 1881 года. Жена Камилла Ивановна, католичка, пережила его на 6 лет.

## Награды
- Орден Святого Станислава 2-й ст. (1833);
- Орден Святой Анны 2-й ст. (1835);
- знак отличия беспорочной службы «XX лет» (1838);
- императорская корона к ордену Св. Анны 2-й ст. (1838);
- Орден Святого Владимира 3-й ст. (1840);
- Орден Святого Георгия 4-й ст. за 25 лет (5 декабря 1841);
- знак отличия за XXX лет службы (1847);
- Орден Святого Станислава 1-й ст. (1848);
- знак отличия за XXXV лет службы (1854).